# 中華基督教會基灣小學
中華基督教會基灣小學（英語：The Church of Christ in China Kei Wan Primary School）位於香港東區西灣河 ，創辦於1970年，前身是中華基督教會基灣小學下午校，是中華基督教會香港區會直屬小學之一，於2002年12月2日開始，正式轉為全日制小學。全校設一至六年級，共24班。

## 歷任校監
- 陸輝 牧師[2]

## 歷任校長
1. 陸君傑先生（1969）
2. 鍾良施女士（1970-1972）
3. 黃耀穌先生（1973-1977）
4. 陸君傑先生（1977-1985）
5. 李沛鏜先生（1985-2002）[2][3]
6. 梁淑儀女士（2002-2006）
7. 何詠文女士（2006-2009）
8. 林偉雄先生（2009 - ）

## 歷任副校長
1. 李汀鶴先生（年份不詳-2001）
2. 鄭雪英女士（2001-2009）
3. 楊騰輝女士（年份不詳-2022）
4. 劉雪綸女士（2016-2021, 現任大坑東宣道小學校長）
5. 李鎧蘭女士（2022-）
6. 梁玉燕女士（2023-）

## 科目
- 中文
- 英文
- 數學
- 常識
- 普通話
- 音樂
- 視藝
- 電腦
- 體育
- 聖經
- 圖書課
- 周會
- 成長課

## 校舍設備
- 24個課室
- 陰雨操場
- 操場
- 禮堂
- 聖殿
- 圖書館
- 電腦學習室
- 多媒體學習中心
- 視藝室
- 音樂室
- 校務處
- 教員室
- 輔導室
- 小組學習室
- 常識室
- 言語學習室
- 活動室
- 學生活動中心
- 家長教師資源中心
- 印刷室

## 教師學歷
| 學歷                 | 佔全體教師百分比 |
| 教育文憑             | 100%             |
| 學位教師             | 100%             |
| 年資達0－4年教師     | 4%               |
| 年資達5－9年教師     | 15%              |
| 年資達10年或以上教師 | 81%              |
| 達英文語文基準教師   | 100%             |
| 達普通話語文基準教師 | 100%             |
| -------------------- | ---------------- |

## 著名/傑出校友
- Sony Chan：法國藝人
- 吳啟揚 (八神)：香港多媒體創作人、網台主持、旅遊節目導演、搞笑男團Aunties成員之一 (1991年下午校)[註 2]
- 傅穎：香港女演員及歌手，前Cookies組合成員
- 江若琳：香港女藝人及歌手
- 王敏奕：香港女演員及歌手
- 周維珠：現任聖士提反女子中學校長
- 鄭雪英：現任中華基督教會基華小學（九龍塘）校長
- 邱宗祥：香港大學內科腫瘤科臨床副教授
- 劉震：文化體育及旅遊局副局長（1982年小六）[4]
- 顏志恒：香港男歌手及演員，無綫電視歌唱選秀節目《中年好聲音》第五名、無綫電視經理人合約藝員。

## 鄰近建築物
- 中華基督教會基灣堂
- 興東邨
- 香港中國婦女會丘佐榮學校
- 港鐵西灣河站

## 外部連結
- 中華基督教會基灣小學官方網頁（页面存档备份，存于）